# トゲネズミ属
トゲネズミ属（トゲネズミぞく、棘鼠属、学名：Tokudaia）は、南西諸島に生息する齧歯目ネズミ科の1属で、3種が確認されている。いずれの種も日本固有種である。トゲネズミと総称する。標準和名リュウキュウトゲネズミ属。
かつてはトゲネズミ Tokudaia osimensis 1種のみを認めることが多かったが、2001年以降3種に分類できることが明らかになった。

## 概要
和名の由来の通り、約2センチメートルの針状毛を持つ。森林性のネズミで、自然度の高い広葉樹林（シイ林）に生息する。雑食性でスダジイやマテバシイなどの実、サツマイモ、アリや昆虫などを食べる。またオキナワトゲネズミは飼育下でキノボリトカゲやリュウキュウアカガエルなどを食べた例もある。繁殖期は10-12月頃で、一腹仔数はアマミトゲネズミで1-7頭、オキナワトゲネズミで5-10頭である。生息地では、フイリマングースやノネコ、ノイヌにより捕食されており、絶滅が懸念されている。
近縁な属としては、マーガレットネズミ属 Margaretamys と 化石属の Parapodemys が考えられている。

## 分類史
1941年に徳田御稔がアマミトゲネズミを新属Acanthomysに分類することを提唱したが、この属名はすでに別の分類群に使用されていたため、1943年に黒田長礼によりTokudaiaの属名が与えられた。1946年にDavid H. Johnsonにより沖縄産の亜種が記載されて以来、本属にはトゲネズミ Tokudaia osimensis 1種を認め、それをアマミトゲネズミ T. o.  osimensis と オキナワトゲネズミ T. o. muenninki の2亜種に分類することが主流だった。またそのほかに、徳之島には未記載の亜種が存在することも報告されていた。
しかし、2001年、須藤鎮世らにより、身体特徴・染色体構成・性決定法から、これらが3種に分類できることが明らかになった。2つの亜種が別種であることは、同年金子之史によっても確認された。
第3の種は、2006年に、遠藤秀紀と土屋公幸によりトクノシマトゲネズミ Tokudaia tokunoshimensis として記載された。

## 種
3種は染色体数及び性染色体の型が異なる。また、全種が日本の天然記念物に指定されている（1972年指定）。
アマミトゲネズミ Tokudaia osimensis (Abe, 1933) — Amami spiny rat
奄美大島にのみ生息する。染色体数2n=25。性染色体XO型。オキナワトゲネズミよりも小型である。
ENDANGERED (IUCN Red List Ver. 3.1 (2001))
絶滅危惧IB類 (EN)（環境省レッドリスト）
鹿児島県版レッドデータブック - 絶滅危惧I類
オキナワトゲネズミ Tokudaia muenninki (Johnson, 1946) — Okinawa spiny rat
沖縄本島北部にのみ生息する。染色体数2n=44。性染色体XY型。
CRITICALLY ENDANGERED (IUCN Red List Ver. 3.1 (2001))
絶滅危惧IA類 (CR)（環境省レッドリスト）
沖縄版レッドデータブック - 絶滅危惧IA類
トクノシマトゲネズミ Tokudaia tokunoshimensis Endo & Tsuchiya, 2006 — Tokunoshima spiny rat
徳之島にのみ生息する。染色体数2n=45。性染色体XO型。他の2種と比べ、体が一回り大きい。また頭骨の形状が異なる。
ENDANGERED (IUCN Red List Ver. 3.1 (2001))
絶滅危惧IB類 (EN)（環境省レッドリスト）

## その他の「トゲネズミ」
学術的にトゲネズミと呼ばれるのはこの属だけだが、他にも「○○トゲネズミ」と呼ばれる種があり、ペット業界などではこれらを単にトゲネズミと呼ぶことがある。
それらは以下の属に分類されている。
- ネズミ科 Muridae
  - トゲマウス属（アフリカトゲネズミ属） Acomys
  - スンダトゲネズミ属 Maxomys
  - ギアナトゲネズミ Proechimys guyannensis
- アメリカトゲネズミ科 Echimyidae
  - フクロウトゲネズミ属 Carterodon
  - アナホリトゲネズミ属 Clyomys
  - コロコロトゲネズミ属 Dactylomys
  - ヤワゲトゲネズミ属 Diplomys
  - キノボリトゲネズミ属 Echimys
  - グイラトゲネズミ属 Euryzygomatomys
  - ヨロイトゲネズミ属 Hoplomys
  - トロトゲネズミ属 Isothrix
  - ユビブトトゲネズミ属 Kannabateomys
  - フサオトゲネズミ属 Lonchothrix
  - ヨロイキノボリトゲネズミ属 Makalala
  - モリトゲネズミ属 Mesomys
  - ギアナトゲネズミ属 Proechimys
  - イノシシトゲネズミ属 Thrichomys
  - キスジトゲネズミ属 Thrinacodus